# Suchý potok (dopływ Murania)
Suchý potok – potok, lewy dopływ rzeki Muráň na Słowacji. W górnym biegu ma nazwę Dolina. Wypływa na wysokości około 600 m na południowo-wschodnich zboczach szczytu Dachov diel (933 m) w Górach Stolickich w Łańcuchu Rudaw Słowackich. Spływa początkowo w kierunku południowo-wschodnim, potem południowym. Opuszcza porośnięte lasem zbocza gór, wypływa na obszary pól uprawnych miejscowości Revúcka Lehota i Chyžné, przepływa przez zabudowany obszar miejscowości Lubeník, pod drogą nr 532 i linią kolejową i na wysokości około 265 m uchodzi do Murania. 
Górna część zlewni potoku to porośnięte lasem zbocza Gór Stolickich, dolna to obszary pól uprawnych i zabudowań wsi Revúcka Lehota i Chyžné.

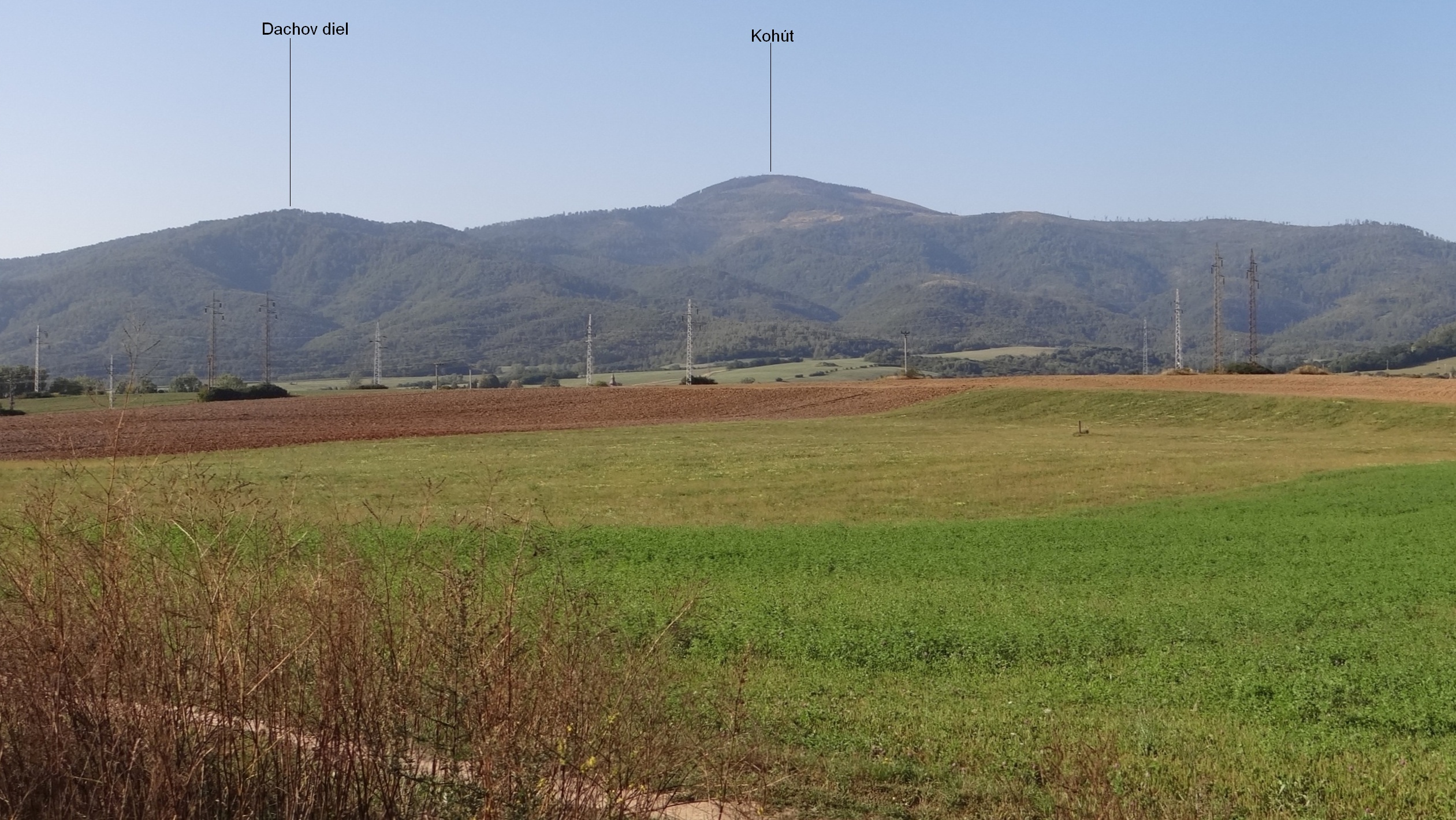
Widok na dolinę potoku wciętą w zbocza szczytu Dachov diel